# Cuarto Centenario de la ciudad de São Paulo
El Cuarto Centenario de la ciudad de São Paulo fue un evento de celebración de los 400 años del municipio de São Paulo. Tal celebración se extendió durante los días 9, 10 y 11 de julio de 1954, con la participación de diversos políticos y personalidades de la época.
A pesar de que la fecha oficial fue el 25 de enero, se escogió para esta festividad el día conmemorativo de la Revolución Constitucionalista de 1932, que fue un conflicto armado entre los grupos políticos relacionados con los cafecultores paulistas y el gobierno de Getúlio Vargas, que dio un golpe de Estado contra Washington Luís y Júlio Prestes, dando lugar a una dictadura en el país. Los participantes en la revolución constitucionalista son recordados como héroes.
El evento fue organizado por el estado de São Paulo y por la Asociación de Emisoras de São Paulo (AESP), iniciado en la víspera del día 8 al 9 de julio frente a la Catedral de Sé, también construida como parte de la conmemoración del aniversario de la ciudad.Su clausura, el día 11, fue celebrada en el Alto da Lapa con una gran quema de fuegos artificiales.